# Орцала (Лука)
Орцала је насеље у Италији у округу Лука, региону Тоскана.
Према процени из 2011. у насељу је живело 13 становника. Насеље се налази на надморској висини од 201 м.